# Acropogon paagoumenensis
Acropogon paagoumenensis är en malvaväxtart som beskrevs av Philippe Morat och Chalopin. Acropogon paagoumenensis ingår i släktet Acropogon och familjen malvaväxter. Inga underarter finns listade i Catalogue of Life.